# Torre dei venti (Atene)
La Torre dei Venti, chiamata anche horologion, è una torre ottagonale in marmo pentelico,  situata nell'agorà romana di Atene. Il costruttore è presumibilmente l'astronomo siriaco Andronico di Cirro, che l'avrebbe realizzata nel 50 a.C.; ma secondo altre fonti sarebbe stata realizzata nel II secolo a.C., primo del resto del foro.

## Storia e descrizione
La struttura è di epoca romana, alta 12 metri e ha un diametro di circa 8 metri. Sulla sommità vi è un tetto spiovente, sormontato in origine da una banderuola segnavento a forma di Tritone, indicante la direzione del vento. Sotto una cornice adornata da teste di leone, con funzione di grondaia, corre il famoso fregio dei Venti, capolavoro di arte romana, forse ripreso da modelli ellenistici.
Sono raffigurante in otto riquadri le divinità del venti o Anemoi, con inciso il loro nome. I Venti sono quattro adulti e quattro giovani, raffigurati di scorcio, in volo con le ali spiegate, recanti in mano i doni simbolici della stagione in cui spirano. Borea (vento del Nord) è un vento adulto, quindi barbuto, che soffia da una conchiglia marina, Kaikias (vento di Nord Est) anch'esso barbuto, rovescia chicchi di grandine da un cesto, Euro, (vento di Sud Est) è barbuto e avvolto in un manto autunnale, e Skiron (vento di Nord Ovest) barbuto, che sparge ceneri ardenti da un bacile di bronzo. Seguono Apeliote (vento dell'Est) raffigurato giovane e imberbe che porta un sacco con frutta e grano, Notos (vento del Sud) un giovane che rovescia la pioggia da un'anfora, Lips (vento di Sud Ovest) un giovane con in mano la prua o il timone di una nave, Zefiro (vento dell'Ovest) un giovane che sparge da un sacco fiori primaverili. A parte Zefiro e Lips, che sono a piedi nudi, tutti i venti indossano gli alti calzari da viaggio, a indicare il loro perenne vagare.
I greci e i romani usavano i venti in funzione empirica, sia come orologio stagionale, che come bussola naturale. I 4 venti principali in base alla rosa dei venti classica sono Borea, Noto, Euro e Zefiro, mentre gli altri sono venti accessori. I quattro venti erano associati sia alle quattro stagioni in relazione al momento in cui spiravano che ai punti cardinali in relazione alla direzione da cui provenivano. I venti erano spesso raffigurati agli angoli delle carte geografiche. 
In origine la torre aveva il ruolo di orologio-planetario, grazie a un sofisticato congegno meccanico interno, un orologio anaforico. Di questi congegni, storicamente documentati, restano pochissimi esempi frammentari come il disco di bronzo di Salisburgo o quello di Grand. Il complesso meccanismo permetteva di registrare i movimenti del sole, le fasi della luna e dei cinque pianeti conosciuti all’epoca durante l'anno e rispetto allo Zodiaco. Oltre alla funzione pratica di consentire il calcolo delle ore e delle stagioni, consentiva anche di fare gli oroscopi e i vaticini. I dodici segni zodiacali erano classificati a tre a tre e raccordati in base ai quattro elementi: Fuoco, Terra, Aria e Acqua. Le influenze astrologiche dei corpi celesti sugli eventi terreni erano considerati una vera e propria scienza ed erano spiegate in modo sistematico in numerosi testi, come l'Almagesto e il Tetrabiblos di Claudio Tolomeo o gli Astronomica di Marco Manilio.
All'interno l'orologio idraulico  riceveva l'acqua da una torre adiacente più alta, ora scomparsa, che fungeva da contenitore a pressione. La torre era alimentata con una tubatura dalla fonte klepsidra, «che cattura l'acqua», situata sull'Acropoli. La fonte, proprio perché utilizzata per riempire i recipienti comunicanti nell'orologio della torre, diede nome agli orologi ad acqua o con sabbia a forma di clessidra.  In un secondo tempo furono aggiunte sotto il fregio otto meridiane per poter verificare l'ora solare in ogni stagione. La torre aveva due ingressi con portico coperto che permettevano l'accesso al pubblico per vedere l'ora. Dell'orologio interno non restano che le tracce sul basamento e il canale di scolo dell'acqua, che andava ad alimentare le latrine di un vicino bagno pubblico.
Nel periodo paleocristiano l'edificio rimase in piedi perché fu usato come campanile per una chiesa bizantina e successivamente come minareto di una moschea dai turchi. Nel 1700 era la sede di una confraternita di dervisci. È rimasta parzialmente sepolta sotto terra fino al XIX secolo, quando è stata completamente scavata e restaurata dalla Società Archeologica di Atene.

## Altre torri ispirate dalla Torre dei Venti
A Verona nel sito della attuale chiesa di Santa Maria in Organo, vi era in epoca romana una torre marmorea denominata «organo», la cui parte sommitale fungeva da meridiana solare e all'interno aveva un orologio idraulico, che produceva suoni musicali, rilasciando acqua ad intervalli periodici, sul modello dell'orologio della torre dei Venti. L'Organo venne smantellato in epoca medievale, per farne dono a un re franco. Il presunto progettista Lorenzo Ghiberti si ispirò molto probabilmente a questo monumento per l'erezione nel XV secolo della Torre del Marzocco nel Porto Pisano presso la città di Livorno. L'architetto Bernardo Buontalenti realizzò la celeberrima Tribuna nel braccio lungo degli Uffizi a Firenze ispirandosi alla Torre dei Venti di Atene. Il progetto del Radcliffe Observatory, a Oxford, del XVIII secolo, è basato sulla Torre dei Venti. Esiste anche una torre simile a Sebastopoli, costruita nel 1849, e la più recente torre a Bergamo, costruita nel 1940 dall'architetto Alziro Bergonzo. Anche in Germania ci sono torri ispirate dalla Torre dei Venti: l'osservatorio astronomico nel giardino botanico di Halle (Sassonia-Anhalt) e la "Torre degli otto venti" (Turm der Acht Winde), nota anche come "Torre di Napoleone", a Dessau-Roßlau.

## Galleria d'immagini

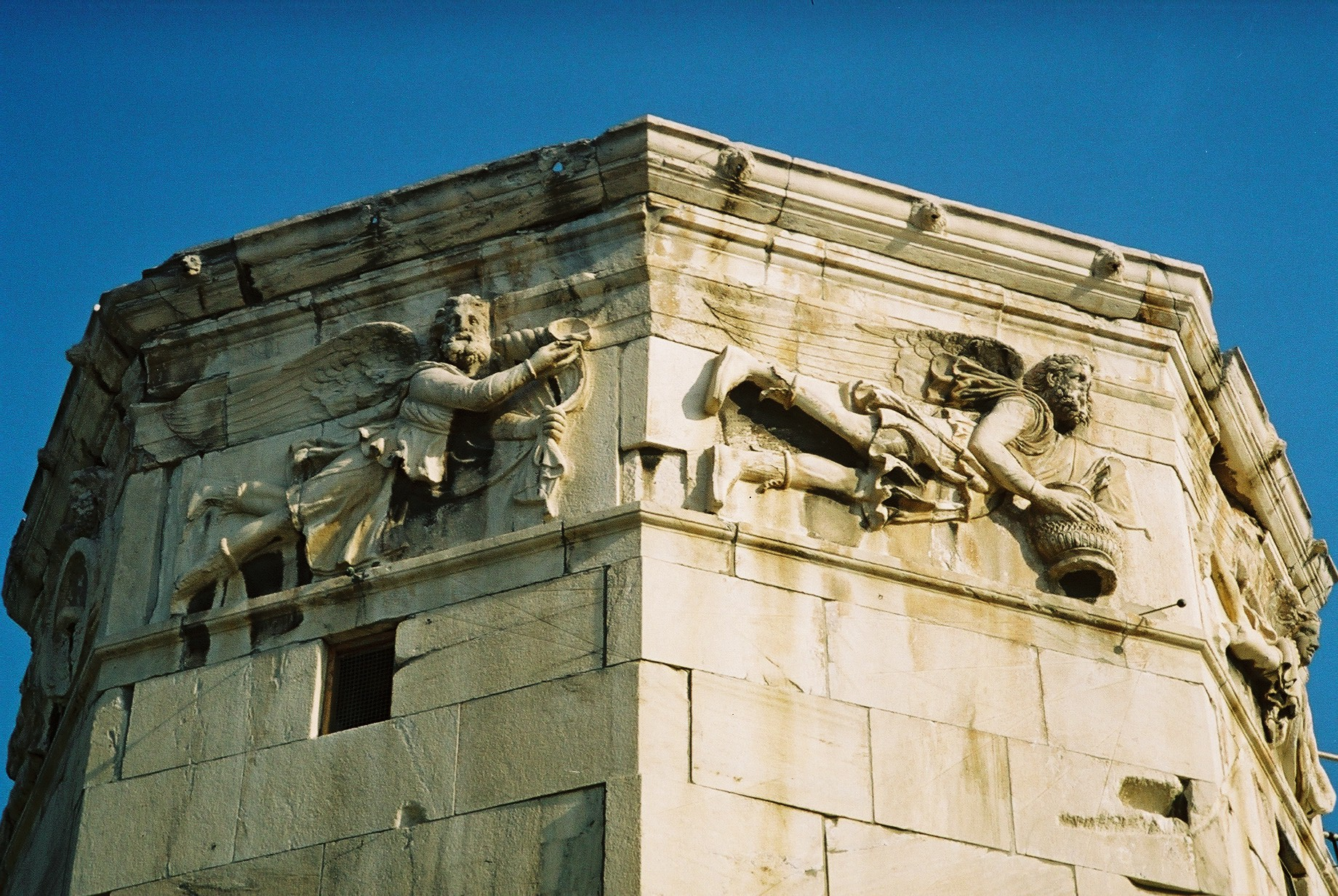
Il fregio, raffigurante Borea e Scirone
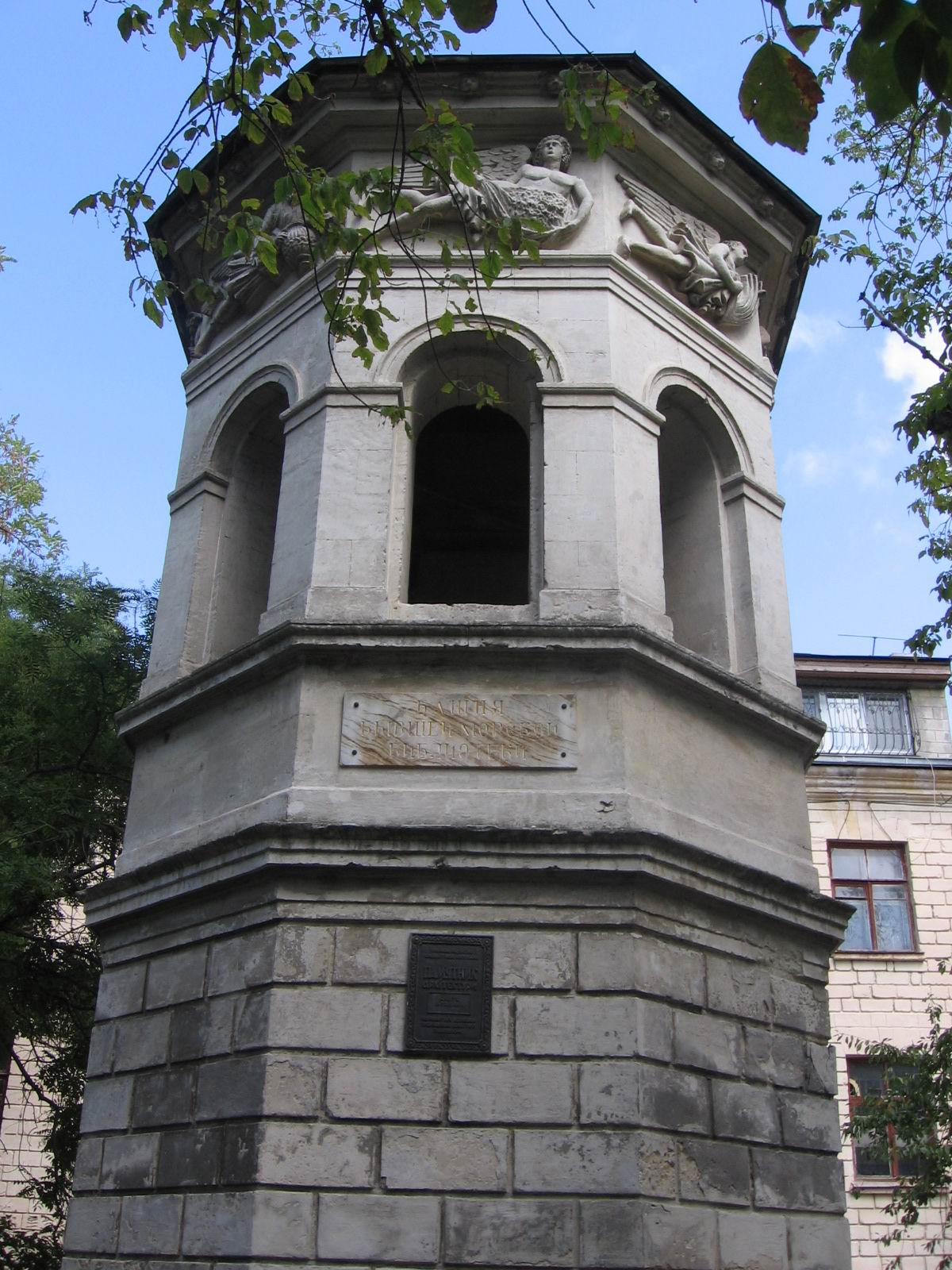
La torre di Sebastopoli